# Warhammer 40.000: Dawn of War II
Warhammer 40.000: Dawn of War II è un videogioco tattico in tempo reale, realizzato da Relic Entertainment e pubblicato da THQ il 20 febbraio 2009; è stato acquisito da SEGA dopo il fallimento di THQ il 23 gennaio 2013. Il gioco è il seguito di Warhammer 40.000: Dawn of War.

## Razze di gioco
Le razze con cui è possibile giocare in Dawn of War II riflettono l'ambientazione di Warhammer 40.000.
- Space Marine: Soldati geneticamente modificati al servizio dell'Imperium, dotati di una forza sovrumana e armature potenziate. Le loro armate sono divise in capitoli, ossia sezioni a sé stanti definite in base al loro mondo/sistema natale, e alle diverse tattiche di guerra.
- Orki: Razza aliena tribale che infesta la galassia di Warhammer 40.000. I loro scopi principali sono combattere e razziare i mondi dell'Imperium formando enormi Waagh, ossia enormi raduni di guerra.
- Eldar: Razza aliena che un tempo dominava la galassia, ma ora è ridotta in rovina. Spesso gli scopi degli eldar non sono chiari, anche se la loro presenza è simbolo di una minaccia incombente.
- Tiranidi: Razza aliena guidata dalla Grande Divoratrice, una mente collettiva che guida questa razza e la spinge a infestare e divorare tutti i pianeti che sono sulla sua strada.

## Trama
Il gioco si colloca all'interno della galassia di Warhammer 40.000 nel settore di Aurelia, dove i mondi capitolari dei Corvi Sanguinari sono presi d'assalto dagli orki. La storia si apre quando il Comandante in Capo della squadra d'attacco dei corvi Sanguinari e il sergente Tarkus vengono mandati con la loro nave Armageddon sul pianeta Calderis per aiutare il capitano Davian Thule e i suoi Space Marine a respingere un attacco nemico. Mentre scacciano gli Orki vengono fronteggiati da Mek Badzappa e dalla sua waagh. Anche se il Mek riesce a fuggire, i marine vincono la battaglia. Vengono poi inviati in un piccolo villaggio dove il sergente Scout Cyrus li aspetta. Riescono ad aprirsi la strada attraverso i difensori e raggiunto il sergente Avitus salvano lui e il villaggio dagli Orki.
In seguito i personaggi ricevono notizie che gli Orki hanno attaccato le due città principali di Calderis e la Squadra d'attacco del comandante decide di correre in soccorso. Il primo attacco è guidato da un Kapo Razzaltatore di nome Ammazzacielo e il secondo dal Kapoguerra Ztrappabudella. Dopo aver sconfitto i due orki, gli space marine ottengono informazioni da Ammazzacielo e Ztrappabudella e scoprono che entrambi hanno visitato la miniera di Felhammer di recente. Scoprono anche che Mek Badzappa è lì. Tuttavia Cyrus resta a bordo dell'Armageddon per supporto tecnico. Quando gli space marine entrano nella miniera vedono un Esarca dei Ragni del Warp e il suo seguito aggirarsi nella miniera, ma prima che gli space marine possano lanciare l'attacco, gli eldar si teletrasportano dal loro comandante. Dopo essere questo avvistamento, gli space marine vengono assaltati da alcuni orki, ma vengono salvati dal sergente Thaddeus. Devono inoltre sconfiggere Badzappa e il suo plotone sotto attacco da parte di un Stregone Eldar e una compagnia dei guardiani. Anche se uccidono lo Stregone, il Mek scappa ancora una volta. Al momento della morte, lo Stregone parla di un nemico più grande che minaccia tutti. Gli eroi tuttavia restano indifferenti.
Arrivati nel pianeta Typhon per fermare le attività Eldar, i personaggi scoprono che l'esarca dei ragni del Warp fomenta la rivolta degli Orki e deve essere eliminato. L'esarca viene ucciso, ma non rivela nulla sul cosiddetto "grande nemico". Una trasmissione da Davian Thule chiede poi alla squadra del Comandante di tornare a Calderis perché il Mek Badzappa sta per lanciare un attacco contro la capitale. Gli Space Marine arrivano e infine uccidono il Mek, ma sono subito attaccati dai Tiranidi. Thule viene mortalmente ferito da un guerriero dei Tiranidi; il Techmarine Martellus riconduce Davian Thule in sicurezza dopo che la squadra ha sconfitto la forza d'attacco dei Tiranidi.
Gli Space Marine ritornano a Typhon, lasciando l'apotecario Gordian a vigilare su Thule. Arrivati sul pianeta, gli space marine uccidono l'esploratore Eldar Nemerian e tornano a Calderis per uccidere il Guerriero Tiranide che ha ferito a morte il capitano Thule.
A questo punto il gioco presenta tre obiettivi primari da completare: la raccolta di un campione di bio-tossina, la difesa di un Dispositivo Astronomico e la difesa della Forgia degli Angeli. Questi possono essere completati in qualsiasi ordine desiderato. Garantirsi il Dispositivo Astronomico concede al giocatore il bombardamento orbitale, difendere la Forgia degli Angeli permette di utilizzare l'armatura Terminator di Tarkus e raccogliere la bio-tossina fornisce un Dreadnought, ossia una macchina da guerra guidata da eroi degli space marine rimasti in fin di vita e senza possibilità di essere curati, guidato in questo caso da Davian Thule. Dopo che Meridian diventa il bersaglio di attacchi Eldar costanti, viene rivelato che la Veggente a capo delle forze Eldar nel sistema - Idranel di Ulthwe - ha pianificato tutto ciò per attirare l'intera flotta Tiranide su Meridian per riuscire a distruggerla facendo esplodere il pianeta, e così fermare la minaccia dei Tiranidi tutelando l'Arcamondo degli Eldar ma distruggendo una fucina importante per i Corvi Sanguinari.
Al completamento di tutti e tre gli obiettivi, il veleno per sconfiggere i Tiranidi è pronto. Tuttavia, la Litania della Furia (nave del Capitano Gabriel che è stata di aiuto al giocatore per qualche tempo) è assalita psionicamente dalla mente alveare Tiranide ed è in grave pericolo di perdersi nel Warp. Questo effettivamente avviene: ma la mente alveare è indebolita per lo sforzo e va su Typhon per sfamarsi. La squadra del giocatore arriva sul pianeta e inietta il veleno alla mente alveare attraverso i suoi viticci. Nello spazio, l'Armageddon viene distrutta e l'apotecario Gordian muore. A quanto pare, Martellus riesce a fuggire con una navetta di salvataggio ma viene abbattuto, anche se nell'espansione Chaos Rising sopravvive.
Infine il veleno ha effetto, ma tutto sembra perduto perché la squadra del giocatore non possiede mezzi di ritirata e massicce ondate di Tiranidi si stanno preparando ad attaccare. Improvvisamente, Gabriel Angelos e un'intera compagnia di terra dei Corvi Sanguinari piombano sul campo di battaglia e proteggono la squadra del comandante dalla forza dei Tiranidi in arrivo. Angelos si unisce al comando, e con il suo aiuto la squadra uccide il Tiranno Alfa dell'alveare e la battaglia è vinta. Dopo questa battaglia la flotta dei Corvi Sanguinari finisce di distruggere quello che rimane dei tiranidi nello spazio.

## Protagonisti
- Comandante in Capo: il personaggio gestito dal giocatore all'interno della campagna; comanda la squadra d'attacco dei Corvi Sanguinari durante tutta la campagna, ed è l'unico personaggio che il giocatore non può sostituire durante la campagna. Il Comandante in capo assume il ruolo di eroe più versatile all'interno della squadra poiché con l'avanzare dei livelli può ricevere molti potenziamenti offensivi, oppure adatti al supporto della forza d'attacco (come l'abilità grido di battaglia che aumenta per un breve periodo di tempo i danni inflitti dalle unità alleate vicine).
- Tarkus: sergente della squadra tattica, ha combattuto durante la campagna di Kronus (presente in Warhammer 40.000: Dawn of War: Dark Crusade) dove ha ricevuto il grado di veterano. Tarkus durante la campagna assume il ruolo di unità tank, con il compito di attirare il fuoco nemico grazie alla sua abilità Sfida e avanzare sotto il fuoco pesante nemico grazie all'abilità avanzata tattica utile per annullare gli effetti della soppressione. Durante la sua evoluzione all'interno della campagna, Tarkus raggiunge il grado di Veterano aumentando notevolmente la sua salute, e i danni che può infliggere.
- Avitus: sergente della squadra devastatrice, ha combattuto insieme a Tarkus su Kronus, dove ha sviluppato un odio verso la Guardia Imperiale. Durante la campagna la squadra di Avitus ricopre il ruolo di unità da fuoco pesante, e può essere armato con armi antifanteria o armi anticarro. Con le prime Avitus può causare gravi danni alle unità leggere, e provocare soppressione a quasi tutte le unità di fanteria. Con le seconde ha un'efficacia ridotta contro le squadre di fanteria, ma può causare danni ingenti contro i veicoli. Avitus può utilizzare l'abilità fuoco concentrato, che aumenta il ritmo di fuoco, e la precisione della sua squadra.
- Thaddeus: sergente della squadra assaltatrice, è il più giovane componente della squadra e proviene dal Mondo Formicaio di Meridian al quale è molto legato. Nel corso di tutta la campagna Thaddeus mantiene un atteggiamento spavaldo nei confronti della squadra caratteristico dei bassifondi di Meridian di cui è originario. Durante la Campagna Thaddeus e la squadra ricoprono il ruolo di unità da combattimento corpo a corpo e avvicinamento rapido; questo è facilitato dalla sua abilità principale, Volo d'assalto, che lancia Thaddeus al centro della battaglia grazie a un salto che andrà a stordire tutti i nemici vicini alla zona d'atterraggio.
- Cyrus: sergente della squadra esploratrice, è un veterano della campagna del sistema di Kaurava (presente in Warhammer 40.000: Dawn of War: Soulstorm) dove ha ricevuto il grado di veterano. Dopo il Ritorno nel sistema di Aurelia Cyrus decide di assumere il ruolo di istruttore delle squadre esploratrici per formare le future generazioni di Corvi Sanguinari presenti su Calderis. Durante la campagna Cyrus assumerà il ruolo di infiltratore grazie alla sua abilità infiltrazione che permetterà a lui e alla sua squadra di diventare invisibili agli occhi delle unità nemiche, così da poter andare a piazzare esplosivi e mine nei territori nemici. Oltre a ciò, Cyrus potrà assumere il ruolo di cecchino per eliminare in un solo colpo i nemici più ostici grazie all'abilità Tiro di precisione.
- Davian Thule: Comandante delle difese del sistema di Aurelia, Davian Thule appare anche come comandante della campagna di Kronus dove ha guadagnato onori e fardelli dati dai metodi utilizzati per raggiungere la vittoria. Dopo essere stato ferito a morte dal Guerriero Tiranide, Davian Thule sfugge alla morte grazie alla sua ascensione a Dreadnought, la quale oltre a salvarlo gli dona a una resistenza e una forza superiore a qualsiasi space marine. All'interno della campagna Davian Thule assumerà il ruolo di unità da sfondamento e potrà essere armato con un paio di armi da mischia del Dreadnought che lo renderanno estremamente efficace contro i veicoli e i mostri in combattimenti corpo a corpo. In alternativa, può essere armato con un cannone d'assalto che gli permetterà di eliminare le unità di fanteria con estrema facilità; grazie all'abilità bombardamento con cannone d'assalto, potrà atterrare le unità colpite da esso. Durante la campagna Davian Thule potrà essere promosso a Dreadnought Venerabile che gli permetterà di potenziare temporaneamente le unità alleate vicine ogni qual volta che Davian Thule riuscirà ad uccidere un'unità nemica.
- Gabriel Angelos: Comandante della III compagnia dei Corvi sanguinari, Gabriel Angelos è divenuto famoso all'interno del capitolo grazie alla purificazione di Cyrene e alla Liberazione del Pianeta Tartarus (presente in Warhammer 40.0000: Dawn of War) dove ha ottenuto il martello tuono Schiantatore di Dei e liberato un demone che ha giurato di mandare in rovina i Corvi Sanguinari. Durante le Campagne di Aurelia Gabriel Angelos è al comando della Litania Della Furia, alla testa della flotta di liberazione dei corvi Sanguinari Durante la Guerra Tiranide di Aurelia, dove prenderà parte all'assalto finale dell'alveare su Thyphon. Durante la Campagna Gabriel Angelos potrà essere utilizzato solo una volta, durante la missione finale l'ultima resistenza; il suo ruolo sarà quello di unità di supporto capace di aumentare i danni e la resistenza delle squadre alleate.
- Martellus: Techmarine dell'incrociatore Armaggeddon, sarà l'addetto alla manutenzione dell'equipaggiamento della squadra e della supervisione delle strutture strategiche presenti nel settore di Aurelia. Apparirà in Warhammer 40.000: Dawn of War - Retribution come personaggio giocabile, specializzato nella difesa grazie alla possibilità di costruire torrette difensive Tarantola, e nel supporto delle unita di tipo veicolo.

## Modalità di gioco

### Campagna
Dawn of War II è dotato di una campagna interplanetaria non lineare. La campagna può essere giocata sia in modalità giocatore singolo, sia in modalità cooperativa con un altro giocatore attraverso una connessione online.
La campagna si discosta dai suoi predecessori e dalla modalità schermaglia in diverse funzioni chiave. Alcune delle più importanti rispetto ai titoli precedenti sono la totale assenza di elementi di costruzione della base (o macrogestionali), e l'assenza di elementi di addestramento di nuove unità.
Una parte importante della campagna risiede nella scelta di quali battaglie combattere: ci sono conseguenze per quanto riguarda le missioni che vengono scelte. Ci possono essere restrizioni su alcune missioni, ad esempio, alcune sono disponibili per un periodo limitato. Una volta scelta una missione, il giocatore può scegliere tra diversi obiettivi; le missioni prettamente legate alla storia saranno evidenziate da un colore viola, le missioni facoltative da una luce rossa.
Una volta che è selezionata la missione, il giocatore può scegliere solo quattro unità per prendere parte alla missione. Ogni unità è unica nella sua specialità di combattimento, la personalità, e anche il doppiaggio del suo caposquadra o sergente. I sergenti di queste squadre possono aumentare in esperienza e forza durante lo svolgimento della campagna, inoltre i sergenti non possono essere uccisi definitivamente. Piuttosto che morire in una missione, i sergenti verranno messi "K.O" e potranno essere curati sia da un'unità amica vicina (tramite la sequenza di rianimazione, o eventuali kit stimolanti) o al termine della missione.
La campagna include molti elementi tradizionalmente associati agli RPG. Infatti i sergenti e il Comandante in Capo possono recuperare equipaggiamenti durante le varie missioni ed equipaggiarli. Inoltre nella campagna, è presente un sistema di livelli legato all'esperienza accumulata durante le varie missioni, che andrà a potenziare in modo permanente le varie unità.

### Schermaglia
Dawn of War II comprende un gioco in modalità schermaglia e giocabile sia in single-player che multiplayer, la modalità schermaglia, utilizza il servizio Games for Windows - Live di gioco online per i giocatori multiplayer.
Prima di una partita, un giocatore sceglie una fazione e uno dei tre comandanti. I vari comandanti vengono utilizzati per integrare strategie diverse. Per esempio, un giocatore che sceglie l'esercito di Space Marine può scegliere tra comandanti che puntano sulla forza, comandanti con sostegno o difesa.
A differenza di molti giochi strategici in tempo reale(RTS), tra cui Dawn of War, la maggior parte delle unità di produzione in Dawn of War II è fatta dalla struttura del quartier generale, e gli aggiornamenti per unità come equipaggiamenti, vengono effettuati direttamente all'interno dello slot della squadra. L'aspetto principale del gioco è la formula incentrata sulla microgestione delle unità, e il sistema di coperture in stile Company of Heroes,piuttosto che la tradizionale tattica base-edificio presente in titoli come Command & Conquer e Age of Empire, o nel predecessore di dawn of war II.
Ci sono solo due modalità di gioco nella modalità schermaglia. La prima è la modalità punti di controllo dove la chiave per vincere sta nel controllare 3 punti strategici sulla mappa fino a quando, a seconda dei punti strategici controllati dai giocatori, la scorta dei punti vittoria di uno dei due giocatori(normalmente impostata a 500) sarà arrivata a 0, decretando il vincitore della partita. E la seconda modalità, ossia annientamento in cui i giocatori dovranno di distruggere completamente le unità avversarie e la struttura del quartier Generale. Entrambe le modalità, si basano su punti di requisizione e nodi energetici che andranno a prendere il ruolo di punti di acquisizione delle risorse, utili alla creazione di nuove unità, e la ricerca dei vari potenziamenti. oltre a queste due risorse, ci saranno anche i punti furia che saranno accumulabili tramite l'annientamento delle unità nemiche, ed essi saranno essenziali all'attivazione delle abilità globali dei vari comandanti.

#### Tipi Di Comandanti
- Attacco: I comandanti d'attacco, sono i comandanti con più punti salute, e attacco fisico. Le abilità globali che donano all'armata, sono incentrate sul potenziamento delle unità d'assalto, oppure utili a richiamare in campo unità d'assalto elitarie.
- Difesa: I comandanti difensivi hanno la possibilità di riparare le unità di tipo veicolo, e costruire strutture difensive sul campo di battaglia. Le loro abilità globali, sono incentrate sul potenziamento delle unità di tipo veicolo, oppure utili a richiamare veicoli direttamente in battaglia.
- Supporto: I comandanti di supporto sono specializzati nella cura o nel potenziamento offensivo delle unità alleate. spesso le loro abilità globali servono a potenziare, o fornire cure a tutte le unità in campo.
- Furtivo: I comandanti furtivi, sono specializzati nel muoversi attraverso le unità grazie alla possibilità di infiltrarsi, e la possibilità di richiamare in campo unità che sfruttano la furtività.

### Ultima Resistenza
Dawn of War II è dotato anche della modalità Ultima Resistenza uscita il 14 ottobre 2009. Modalità cooperativa per 3 giocatori dove all'interno di essa, dove questi ultimi collaboreranno per sopravvivere a ondate continue di nemici, che saranno raffigurati dalle unità NON-Eroe di tutte e quattro le razze principali del gioco.ogni giocatore andrà ad utilizzare un eroe a scelta tra le 4 razze presenti all'interno del gioco, ossia un capitano degli Space Marine, una veggente Eldar oppure un mekkaniko degli Orki. ogni eroe durante ogni partita guadagnerà un quantitativo di punti esperienza, in base alla sua partita, e dopo un totale di esperienza raccolta, l'eroe giocato riceverà un avanzamento di livello, ossia un aumento delle statistiche, e un oggetto equipaggiamento che l'eroe potrà equipaggiare prima di entrare in partita. Con l'uscita di Chaos Rising vengono aggiunti due eroi giocabili, lo stregone del Caos e il Tiranno dell'alveare, oltre all'aggiunta di nuovi equipaggiamenti per tutti gli eroi.
Oltre a Chaos Rising, Ultima Resistenza viene aggiornata con altri 3 eroi. In Dawn of War: Retribution, viene aggiunto il 'Lord Generale della Guardia Imperiale'. Con il DLC 'TAU COMMANDER' uscito il 20 ottobre 2011, viene aggiunto alla modalità il 'Comandante Tau'. Mentre con il quinto anniversario di Dawn Of War Retribution in data 15 marzo 2016, viene pubblicato il DLC 'NECRON OVERLORD' che aggiunge l'ottavo eroe alla modalità il 'Necron Overlord'.
Il 20 aprile 2011, viene resa disponibile una versione stand alone della modalità Last Stand chiamata 'Warhammer 40.000: Dawn of War II - Retribution - The Last Standalone'.

## Espansioni

### Chaos Rising
È la prima espansione che è stata annunciata il 18 settembre 2009.
Questa introduce l'armata del caos come nuova razza giocabile con nuove unità sia per il single player che per il multiplayer, una nuova campagna e svariati aggiornamenti e bilanciamenti. L'espansione è stata pubblicata il 12 marzo 2010.

#### Trama
Il gioco si apre esattamente un anno dopo le vicende della guerra Tiranide, con una piccola spiegazione della situazione attuale del settore di aureli. La vittoria però non è l'unica cosa che ha scosso l'equilibrio del settore, poiché dopo 100 anni dalla sua scomparsa il pianeta 'Aurelia' è riemerso dal Warp, e da pianete viene trasmessa una richiesta di soccorso tramite i canali di comunicazione dei Corvi Sanguinari. Arrivata sulla superficie, la squadra del Comandante in capo cade in un'imboscata preparata dalla guardie traditrici della casata 'Vandis' forza militante fedele al precedente governatore di 'Meridian'. Dopo essere riuscita a fuggire dalla trappola della Guardia Imperiale la squadra viene inviata in una missione di recupero del 'Bibliotecario Jonah Orin' caduto in un'imboscata di una forza Eldar che si trovava su 'Aurelia' per riattivare le 'Spettroguardie' congelate sul pianeta. Dopo il salvataggio 'Gabriel Angelos' assegna 'Jonah Orion' alla squadra del Comandante per fornire assistenza all'equipaggio.
Dopo i fatti del pianeta 'Aurelia' la squadra si dirige verso 'Meridian' per rispondere alla richiesta di soccorso della 'Governatrice Elena Derosa' impegnata con le razzie del clan delle 'Lune Kattive' presenti nelle vicinanze dell 'Cancello Degli Angeli' usati come diversivo dai ribelli della casata Vandis per irrompere all'interno della 'Forgia degli Angeli'. Qui si ha il primo incontro con le forze degli space marine del caos della 'legione nera' guidate da Eliphas, l'apostolo oscuro dei Predicatori creduto morto su Kronus in Dark Crusade. Dopo sventato il raid del caos, i Corvi Sanguinari ritornano su 'Aurelia' per fornire supporto a una testa di ponte inviata dalla 'Governatrice Derosa' per distruggere una base degli Space Marine del Caos, durante la battaglia, i Corvi Sanguinari riescono ad impadronirsi dell'artiglieria della casata 'Vandis' che utilizzerà per far breccia nelle difese caotiche. dopo la distruzione della base, il Pianeta Aurelia si Rivela per quello che è veramente, ossia un mondo profondamente mutato dal Warp nel quale è sprofondato un centinaio di anni prima, e qui abbiamo anche il primo incontro con il Lord del caos 'Araghast' che lascia fuggire i Corvi Sanguinari e rivela 'Eliphas' la presenza di un traditore all'interno della squadra del comandante in capo che ha fornito al Lord del Chaos, i codici per i canali di trasmissione dei Corvi Sanguinari.
Tramite una chiamata dell 'Governatrice Derosa', i Corvi Sanguinari ritornano su 'Meridian' per supportare l'85º Vendoland nella ripresa della zona urbana Spire Legis. Con l'aiuto del sergente Thaddeus (che richiede di andare insieme alla squadra) la squadra riesce a distruggere le strutture di alimentazione dell'artiglieria in possesso dei ribelli, e così supportare l'assalto della Guardia Imperiale alle zone in possesso della casata Vandis.
Dopo aver scoperto della presenza Eldar sul pianeta di Thyphon, la squadra si dirige sul pianeta dove un anno prima si trovava l'alveare Tiranide, per sventare il rituale Eldar svolto per richiamare un avatar di Khaine dai misteriosi xeno. A Questo seguirà un ritorno della squadra sul pianeta Calderis per indagare sulla misteriosa sparizione di alcuni esploratori nei deserti del pianeta, qui scopriamo che un piccolo contingente del caos presente sul pianeta stava rapendo le squadre di esploratori, tramite un portale warp nascosto in una caverna. Con l'aiuto del sergente Cyrus la squadra riuscirà a salvare gli esploratori uccidendo lo stregone, e a distruggere il portale. Durante lo scontro con lo stregone, la guardia d'onore guidata dal capitano 'Apollo Diomedes',interviene per dare il colpo di grazia allo stregone, e dopo ciò ordina a tutte le truppe dei Corvi sanguinari di lasciare i mondi di reclutamento e evitare i combattimenti contro la legione nera per ordine del maestro capitolare 'Azariah Kyras'. Disobbedendo agli ordini del maestro capitolare, la 'Castigo' (incrociatore del comandante) riceve una trasmissione da Thyphon che invitava qualsiasi alleato in ascolto, di raggiungere il trasmettitore del pianeta. Sul pianeta, la squadra dei Corvi Sanguinari ritrova il Techmarine Martellus sopravvissuto allo schianto della Thunderhawk durante la battaglia dell'alveare aiutandolo a resistere alle unità xeno e caotiche che cercavano di distruggere il trasmettitore. Tornati sulla nave Martellus fornisce assistenza nell'identificazione del traditore che ha fornito i codici di trasmissione al caos, e fornisce anche informazioni sul relitto spaziale 'giudizio del corrotto' dove al suo interno è presente il 'motore logico' utile alla ricerca del traditore. Arrivati sul relitto, i Corvi sanguinari scoprono che all'interno del relitto sono presenti dei cadaveri di una spedizione di Corvi Sanguinari dispersa da secoli e avvolta da misteri,infatti durante il recupero delle piastre dati (utili ad aprire la zona dov'è presente il motore logico) trovano molti rapporti fasulli dei membri della squadra, visto che molti di loro secondo i rapporti, vengono identificati su alcuni teatri di guerra del passato ma smentiti dai membri della squadra anch'essi presenti su quei teatri di guerra, e si entra in conoscenza dell'apotecario Galan, anche esso facente parte della spedizione ma non presente tra i morti ritrovati sulla nave. Dopo aver recuperato alcune registrazioni, scopriamo che Galan era nella spedizione della V^ compagnia dei Corvi Sanguinari guidata dall'ancora bibliotecario Azariah Kyras, e successivamente impazzito grazie alle voci di un demone che riecheggiavano nelle menti dei sopravvissuti della spedizione.
Dopo aver recuperato il motore logico, e dato a Martellus per continuare la ricerca del traditore, all'interno del sistema di trasmissione arriva la sfida del caos lord Araghast, che invita sul pianeta Aurelia qualsiasi Corvo Sanguinario a combattere per dimostrare la sua superiorità. Arrivati nell'orbita del pianeta, Avitus decide di unirsi alla squadra per dimostrare il coraggio dei Corvi Sanguinari e dopo aver ignorato l'ordine di Diomedes, la squadra si dirige sulla superficie per uccidere il lord. durante lo scontro nel quale qualsiasi Corvo Sanguinario, non accenna a ritirarsi, Araghast con l'aiuto di Eliphas, riesce più volte a teletrasportarsi da una zona a un'altra per sfruttare le sue unità per indebolire la squadra. Dopo aver varcato l'ultimo portale però Araghast si ritrova in difficoltà poiché i Corvi sanguinari sono più ostici del previsto. Sarà qui che dopo aver richiesto ad Eliphas di aprire un ultimo portale per la fuga, che quest'ultimo tradirà Araghast assumendo il comando delle forze della legione nera presenti nel settore. Tornati sulla nave i Corvi Sanguinari ricevono due messaggi, uno del capitano Diomedes che identifica Gabriel Angelos e tutta la III^ compagnia come traditori, e il secondo della governatrice Derosa che richiede il supporto dei Corvi Sanguinari per difendere la capitale. Dopo ciò i Corvi Sanguinari si dirigono subito verso Meridian per andare a difendere il palazzo della governatrice Derosa sotto pesante attacco della legione nera e dei ribelli della casata Vandis. Dopo una lunga battaglia la forza dei traditori viene respinta, e i Corvi si Dirigono verso il pianeta di Calderis, dove hanno scoperto che si trova il disperso apotecario Galan, e dove si trova il capitano Diomedes per farlo ragionare riguardo alle sue precedenti accuse di tradimento. Arrivati sulla superficie di Calderis,la squadra si infiltra all'interno della base della guardia d'onore, dove incontra l'apotecario Galan intento a uccidere i Corvi Sanguinari ancora fedeli all'imperatore. Dopo aver sconfitto Galan l'apotecario rivela che esso era posseduto dal demone Ulkair incontrato sul relitto Giudizio Del Corrotto, e spiega che il demone si è fatto strada fino al cuore del capitolo, corrompendo anche il maestro capitolare Kyras. Avendo scoperto ciò, la squadra affronta Diomedes che posto davanti alle evidenze e alla verità si ritira dal pianeta, e fornisce alla squadra i codici per identificare tutte le trasmissioni in uscita della Castigo.
Arrivati sulla nave i Corvi Sanguinari si dirigono verso Aurelia mentre Martellus utilizza i codici per identificare il traditore presente sulla nave. Arrivati nell'orbita del pianeta, Avitus lascia la nave prima che la squadra scopra il suo tradimento in favore della legione nera. Questo avvenimento scuote i Corvi Sanguinari, che subito si dirigono sul pianeta per uccidere Avitus per il suo tradimento. Durante l'incursione nella base caotica, Avitus spiega le sue ragioni alla squadra, utilizzando le trasmissioni dei Corvi Sanguinari, spiegando che fin dalla campagna di Kronus, il maestro Capitolare si era votato al caos e vedendo l'odio che Avitus provava per la Guardia Imperiale, decise di utilizzarlo per i suoi scopi. Dopo aver ucciso il traditore i Corvi Sanguinari si uniscono a Gabriel Angelos che dopo aver acquisito le informazioni riguardo alla corruzione del capitolo, si prepara a guidare un assalto verso il luogo dove le forze del caos vogliono far risorgere il grande immondo Ulkair utilizzando come sacrifici i Corvi Sanguinari che sono caduti nel settore di Aurelia. Utilizzando una testa di ponte di corazzati, i Corvi sanguinare, riescono a raggiungere il pozzo del rituale ed a liberare una zona d'atterraggio per le forze dei Corvi sanguinari, che subito si dirigono verso il demone. a metà strada però la squadra, dovrà affrontare un'ultima volta Eliphas che cercherà di rallentare inutilmente la squadra venendo travolto dalla furia degli Space Marine. Arrivata al pozzo, la squadra affronta Ulkair che cercherà di corrompere i Corvi Sanguinari con le sue bugie riguardo all'imperium. Dopo una lunga e difficile battaglia contro il demone, la squadra riesce finalmente a sconfiggere Ulkair imprigionandolo di nuovo nel pozzo.
Tornati a bordo della 'Litania Della Furia' i Corvi Sanguinari festeggiano la vittoria, e Gabriel fornisce a tutta la III^ compagnia, le informazioni riguardanti Kyras e i traditori del capitolo e parlerà delle azioni compiute da noi e la nostra squadra. intanto Eliphas si risveglia in una prigione, dove incontriamo il signore della guerra Ezechiele Abaddon che promette che i Corvi Sanguinari cadranno.

#### Campagna
La campagna di Chaos Rising segue le stesse meccaniche della campagna del gioco originale, aggiungendo nuove abilità sbloccabili dai personaggi tramite i punti esperienza (esempio: la promozione a veterani dell'avanguardia per la squadra assaltatrice, non presente durante la prima campagna) e l'aumento del livello massimo raggiungibile portato dal 20 al 30. un'altra aggiunta alla campagna sarà il livello di corruzione per i membri della squadra, che si alzerà ogni qual volta che durante la missione i personaggi non verranno selezionati per la missione (se questi ultimo li richiedono), oppure con il fallimento di alcune missioni secondarie. Di contro ci sarà anche la possibilità di redenzione per i personaggi, e anche questa, sarà data dalla riuscita di alcune missioni secondarie. In aggiunta a questi metodi,all'equipaggiamento disponibile, saranno aggiunti oggetti di redenzione, e corruzione, I primi saranno oggetti che nella maggior parte dei casi forniranno malus alla resistenza o ai danni del personaggio, ma a fine missione diminuiranno la corruzione del personaggio. mentre gli oggetti di corruzione, forniranno potenziamenti notevoli in ambito di difesa e attacco, ma a fine missione aumenteranno la corruzione del personaggio. Alla fine della campagna, a seconda del nostro grado di corruzione e a seconda delle nostre scelte durante la campagna, potremmo assistere a diversi finali. nei quali, saremmo identificati come eroi o traditori durante il discorso finale di Gabriel Angelos.

#### Finale canonico
Il finale canonico di Dawn of War II: Chaos Rising, sarà spiegato durante la campagna di Dawn of War II: Retribution, nella quale scopriamo che Apollo Diomedes, serve ancora il maestro capitolare Kyras poiché si rifiuta di credere al fatto che esso agisca in favore dei demoni del caos ma crede che solo la Guardia d'onore sia caduta sotto l'influsso del caos. Il sergente Tarkus rivela che il traditore della squadra del comandante è stato Avitus (il traditore cambia a seconda del grado di corruzione dei personaggi), e data la loro amicizia nata durante la campagna di Kronus, il sergente Tarkus, farà voto di silenzio diventando il personaggio L'antico durante la campagna di Retribution. il sergente Cyrus, e il Techmarine Martellus entreranno nella squadra di Diomedes per far aprire gli occhi al capitano nei riguardi del maestro capitolare. Jonah Orion tornerà sotto il comando di Gabriel Angelos e il capitano Davian Thule, sarà ucciso dal caos. mentre il comandante in capo, sarà marchiato come rinnegato da Gabriel Angelos durante il discorso finale della campagna.

### Retribution
La seconda espansione stand alone è stata annunciata il 17 agosto 2010, ed è stata pubblicata il 1º marzo 2011.
Questa espansione aggiunge la Guardia Imperiale e la capacità di giocare la campagna con tutte le 6 razze disponibili.

#### Campagna
La campagna di Dawn of War II: Retribution, si discosta dal gioco originale poiché non seguirà più solamente le vicende dei Corvi Sanguinari, ma proporrà al giocatore 6 campagne speculari con tutte e 6 le razze presenti nel gioco. anche il sistema di livelli per i personaggi è cambiato,diminuendo a 10 il livelli massimo dei personaggi, e a 3 alberi da 5 livelli che a differenza delle due campagne precedenti, non presenteranno stati intermedi ma solo abilità che verranno sbloccate per ogni livello di potenziamento che influenzerà sia l'eroe che la propria guardia d'onore. Un'altra cosa che cambia, sarà la possibilità di rinunciare a schierare un eroe della squadra, in cambio di poter schierare la sua guardia d'onore e fornire alcune abilità passive alla tua armata come, aumento della capacità di popolazione, danni maggiori per determinate truppe. L'ultima novità della campagna, è che a differenza dei due capitoli precedenti, durante la campagna potremmo creare nuove unità da punti di teletrasporto.

#### Trama
La campagna di Retribution prende vita 10 anni dopo la fine di Chaos Rising, con il nostro personaggio principale che arriverà su Thyphon per sconfiggere il leader della fazione opposta (Space Marine vs Chaos, Eldar vs Orchi, e Guardia Imperiale vs Tiranidi). Dopo la prima missione, veniamo a sapere che una flotta dell'inquisizione è diretta nel settore di Aurelia per eseguire l'Exterminatus al di sopra dei pianeti del settore. Dopo questa scoperta, il Leader della tua fazione prenderà come obbiettivo, quello di uccidere il maestro capitolare Azariah Kyras che intende usare l'Exterminatus per sacrificare più anime possibili a Khorne, e ascendere così a principe demone(la motivazione di uccidere Kyras cambierà a seconda della razza selezionata es: Space Marine e Guardia Imperiale, si opporranno a Kyras per combattere il caos). Dopo la prima missione, la nostra squadra dovrà riuscire ad impadronirsi del teletrasporto presente sul pianeta per viaggiare tra i vari pianeti del settore, poiché Kyras ha istituito un blocco per qualsiasi flotta. così la nostra squadra assalterà un base della guardia traditrice per impadronirsi del teletrasporto in loro possesso.
Tramite il teletrasporto, la squadra arriva su Calderis che sta venendo distrutta dagli space marine fedeli a Kyras la squadra affronterà i marine traditori, e dopo si dirigerà nelle giungle del pianeta, per mettere in sicurezza una base di rifornimento presa d'assalto da una forza di orchi. Dopo aver combattuto su Calderis, la squadra si dirige verso il pianeta ghiacciato di Aurelia che in quel momento, si trova sotto il controllo della legione nera che ha come obbiettivo quello di risvegliare Ulkair. Ma con l'arrivo della nostra squadra, i piani della legione nera per risvegliare Ulkair vengono sventati. Dopo la distruzione del portale warp, la squadra di dirige verso Meridian per fermare l'attacco alla capitale ordinato da Kyras e dopo aver distrutto le basi della Guardia Imperiale traditrice, la squadra tramite una comunicazione, scopre che Kyras si rifugia su Typhon.
Arrivata su Typhon la squadra si prepara ad affrontare Kyras, ma invece finisce in un'imboscata preparata dagli Eldar e così la squadra si fa strada attraverso le truppe Eldar e uccide il concilio di veggenti che tentava di nascondere i suoi piani. Ma dopo ciò, il veggente rivela alla squadra che la loro presenza su quel pianeta, era per rallentare i piani di Kyras che poco dopo si rivela con la notizia dell'arrivo delle flotta di Exterminatus che inizia a bombardare Typhon con la nostra squadra ancora presente sulla superficie. A quel punto la squadra comincerà a scappare per raggiungere la piattaforma di teletrasporto presente sul pianeta facendosi strada tra i Tiranidi sopravvissuti sul pianeta, e raggiungendo il teletrasporto mentre la flotta si annichiliva ogni forma di vita sul pianeta. Dopo aver utilizzato il teletrasporto, la squadra si ritrova sullo 'space hulk' Giudizio del Corrotto, dopo si troverà a combattere contro una banda di Orki presente sul relitto da 10 anni, e intenta a costruire una piattaforma di teletrasporto utilizzando l'energia delle navi presenti nel relitto. dopo una lunga battaglia all'interno del relitto, la squadra scopre che Kyras si è rifugiato sul mondo sterminato di Cyrene (ex mondo capitolare dei Corvi Sanguinari) poiché unico mondo dove la flotta non attuerebbe una procedura di Exterminatus, poiché il pianete ne aveva già subita una nel corso della sua vita.
Arrivata sulla superficie la squadra, lancia un attacco alla fortezza principale del pianeta dove si trovano le basi degli Space Marine del Caos, guardie traditrici e Corvi sanguinari fedeli a Kyras. dopo aver fatto breccia nelle difese e conquistato la fortezza, la squadra scopre che Kyras si trova nella fossa del Maledictum (cratere nel quale è presente un pozzo Warp necessario all'ascensione di Kyras) e unendosi alla III^ compagnia dei Corvi Sanguinari, La squadra lancerà un attacco all'oramai asceso demone Kyras per colpirlo quando quest'ultimo è ancora mortale. Durante la battaglia però Gabriel Angelos viene gravemente ferito da Kyras, rimando in fin di vita. Ma quest'avvenimento da una possibilità alla squadra che si lancia a combattere contro il demone sconfiggendolo e uccidendo Kyras.

#### Finale
Il finale di Dawn of War: Retribution varia a seconda della fazione utilizzata durante la campagna:
- Chaos: Eliphas dopo aver ucciso Kyras contatta Abaddon e lo informa che l'Exterminatus del settore di Aurelia, sarà un sacrificio per Khorne per usurpare il posto di Kyras.
- Eldar: Ronahn recupera la pietra dell'anima contenente lo spirito di sua sorella. è ritorna a Ulthwè (riapparirà durante la campagna di Dawn of War III).
- Guardia Imperiale: L'inquisitrice Adrastia sospende l'Exterminatus, e continua ad indagare sulle azioni di Kyras all'interno del capitolo. Mentre il lord generale Castor promuove il sergente Merrick.
- Orki: Il capitano Bluufflag aggredisce l'inquisitrice Adrastia, e le ruba il cappello. Dopo ciò prende possesso del Giudizio del Corrotto e lascia il Settore.
- Space Marine (finale canonico): Dopo aver sconfitto Kyras, il capitano Diomedes grazie all'aiuto di Adrastia, sospende l'Exterminatus nel settore di Aurelia. dopo recupera quello che resta del capitano Angelos, per rianimarlo e promuoverlo a maestro capitolare. Il fine è stato dichiarato canonico in alcuni giochi successivi: in Warhammer 40.000: Space Marine dove una squadra di Corvi Sanguinari nomina la vittoria contro il maestro capitolare corrotto. In Deathwatch: Honour the Chapter gioco della Fantasy Flight. E in Dawn of War III dove Gabriel Angelos appare come maestro capitolare, Diomedes come cappellano, e Jonah Orion come capo bibliotecario all'interno del gioco.
- Tiranidi: il Tiranno dell'alveare, richiama la bioflotta usando il cadavere di Kyras, per poi attaccare il settore oramai indifeso.

#### Sviluppo
Il gioco viene annunciato il 15 settembre da Relic Entertainment e viene pubblicato da Games for Windows utilizzando la piattaforma di Steam che prima era utilizzata solo come piattaforma anche per gestire il multiplayer del gioco. A differenza della precedente espansione Chaos Rising, Retribution è da considerarsi come un gioco Stand Alone, poiché non richiede l'installazione del gioco originale di Dawn of War II. Dawn of War II: Retribution conta su un sistema di matchmaking migliorato che rende più veloce la ricerca, e permette di giocare con gli amici di Steam. Una versione "Beta" del multiplayer è stata distribuita in data 1º febbraio 2011 e ha chiuso i server il 25 febbraio 2011.

#### DLC
Dawn of War II: Retribution è stato pubblicato con 6 razze giocabili (5 già presenti nel gioco originale, e una introdotta). il gioco ha la possibilità di scaricare diversi DLC tutti presenti nella Collector's Edition. Molti DLC distribuiti, contengono Skin per le varie fazioni (es: la possibilità di usare le skin dei pirati Orki presenti nella campagna) usciti tutti il 16 agosto 2011. E diversi DLC per la modalità Last Stand ossia l'espansione Tau Commander, e l'espansione Necron Lord ed i vari DLC che includono nuove opzioni di equipaggiamento per i vari personaggi.

#### Mod
Una mod presente su Dawn of War: Retribution è la 'Élite'. pubblicata il 28 aprile 2013 la mod Élite aggiunge nuove mappe e la fazione dei Grey Knights ed è ad oggi la mod più utilizzata dai giocatori di Dawn of War II: Retribution.

## Accoglienza
Pierpaolo Greco di Multiplayer.it apprezzò il genere strategico rinnovato, il suo essere tecnicamente perfetto e il multiplayer coinvolgente ad un ritmo elevato, ma trovò come contro le missioni in giocatore singolo troppo ripetitive, la trama piacevole ma che non riusciva a coinvolgere e la presenza di solo due modalità di gioco e di sette mappe nel multiplayer. Lo stesso recensore tornò a valutare le espansioni Chaos Rising a cui diede un 8.3, ritenendola perfetta, con una trama ben narrata e che rispettava l'universo di Warhammer 40.000, e Retribution che ricevette un 8, venendo considerata una buona aggiunta alla serie, nonostante risultasse leggermente inferiore a quella di Chaos Rising.